# 希維博濟采
希維博濟采（Świebodzice，西里西亞的弗賴堡）是位於波蘭西南部的城市，2006年，有人口23,126人。屬下西里西亞省。在1975年至1998年期間，屬瓦烏布日赫省。舊城始建于1279年。在二戰之後劃屬波蘭。城市始建時期的古老要塞迄今仍然存在。
50°52′N 16°20′E / 50.867°N 16.333°E